# The Night Manager (minissérie)
The Night Manager (bra/prt: O Gerente da Noite) é uma minissérie britânica dirigida por Susanne Bier e estrelada por Tom Hiddleston, Hugh Laurie, Olivia Colman, Tom Hollander e Tobias Menzies. É baseada no romance de 1993 de mesmo nome de John le Carré e adaptado por David Farr para os dias atuais. Foi transmitida originalmente pela BBC One a partir de 21 de fevereiro de 2016 e nos Estados Unidos a partir de 19 de abril de 2016 pelo canal AMC. A série foi vendida para mais de 180 países. Em abril de 2024, uma segunda e terceira temporadas foram encomendadas pela BBC One e Amazon Prime Video.

## Premissa
Jonathan Pine (Tom Hiddleston) é um ex-soldado britânico que seguiu a carreira como auditor noturno de um hotel de luxo. Seu caminho se cruza com o de Sophie, uma bela mulher de origem Árabe e Francesa, que por sua vez tem ligação com Richard Onslow Roper (Hugh Laurie), um inglês do mercado negro especializado em armas. Ela fornece a Pine documentos criminosos, que ele entrega a um amigo na inteligência britânica. Quando Sophie aparece morta, Jonathan decide trabalhar disfarçado como parte de um plano contra Roper para se vingar da morte da mulher.

## Elenco

### Principal
- Tom Hiddleston como Jonathan Pine/Andrew Birch
- Hugh Laurie como Richard Onslow Roper
- Olivia Colman como Angela Burr
- Tom Hollander como Major "Corky" Lance Corkoran
- Tobias Menzies como Geoffrey Dromgoole
- Elizabeth Debicki como Jed Marshall
- Alistair Petrie como Sandy, Lord Langbourne
- Natasha Little como Caroline, Lady Langbourne
- Douglas Hodge como Rex Mayhew
- David Harewood como Joel Steadman
- Antonio de la Torre como Juan Apostol
- Adeel Akhtar como Rob Singhal
- Michael Nardone como Frisky

### Recorrente
- David Avery como Freddie Hamid
- Amir El-Masry como Youssuf
- Aure Atika como Sophie (Samira) Alekan
- Nasser Memarzia como Omar Barghati
- Russell Tovey como Simon Ogilvey
- Neil Morrissey como Harry Palfrey
- Katherine Kelly como Pamela
- Bijan Daneshmand como Kouyami
- Hannah Steele como Marilyn

## Produção
Em janeiro de 2015, foi anunciado que a série iria ser co-produzido pela BBC, AMC e a Ink Factory. as Filmagens começaram na primavera de 2015, em Londres.
Filmagens tiveram lugar em Hartland, Devon; Mallorca, Espanha; Marrakesh, Marrocos; Londres, Reino Unido; e Zermatt, Suíça.